# Bisdom Debrecen-Nyíregyháza
Het bisdom Debrecen-Nyíregyháza (Latijn: Dioecesis Debrecenensis-Nyiregyhazanus, Hongaars: Debrecen-Nyíregyházi egyházmegye) is een in Hongarije gelegen rooms-katholiek bisdom met zetels in Debrecen en Nyíregyháza. Het bisdom behoort tot de kerkprovincie Eger en is samen met het bisdom Vác suffragaan aan het aartsbisdom Eger.

## Geschiedenis
Het bisdom werd op 31 mei 1993 opgericht uit voormalige gebiedsdelen van het bisdom Szeged-Csanád. De eerste bisschop werd Nándor Bosák.

## Bisschoppen van Debrecen-Nyíregyháza
- 1993–heden Nándor Bosák

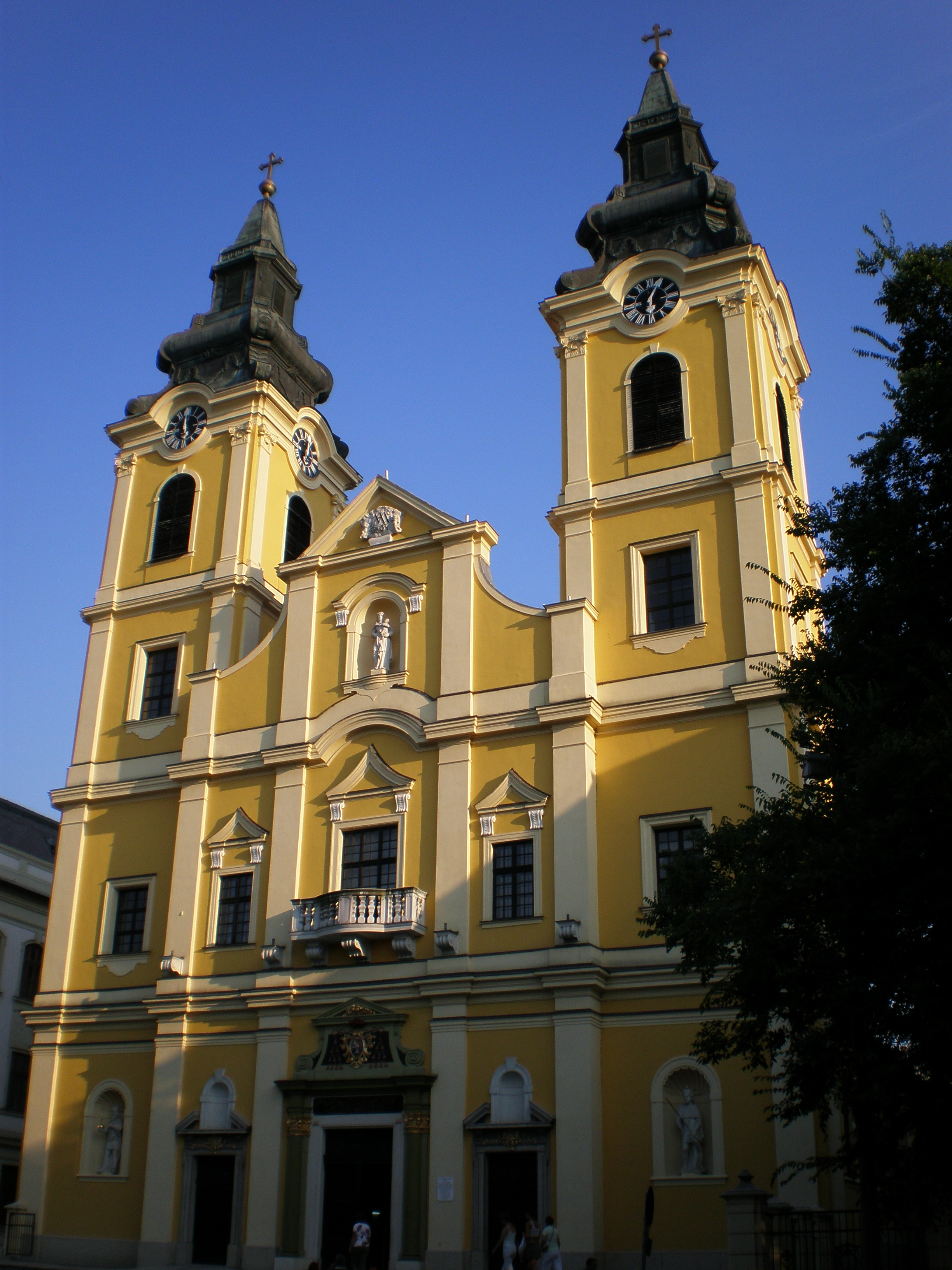
Kathedraal van Debrecen
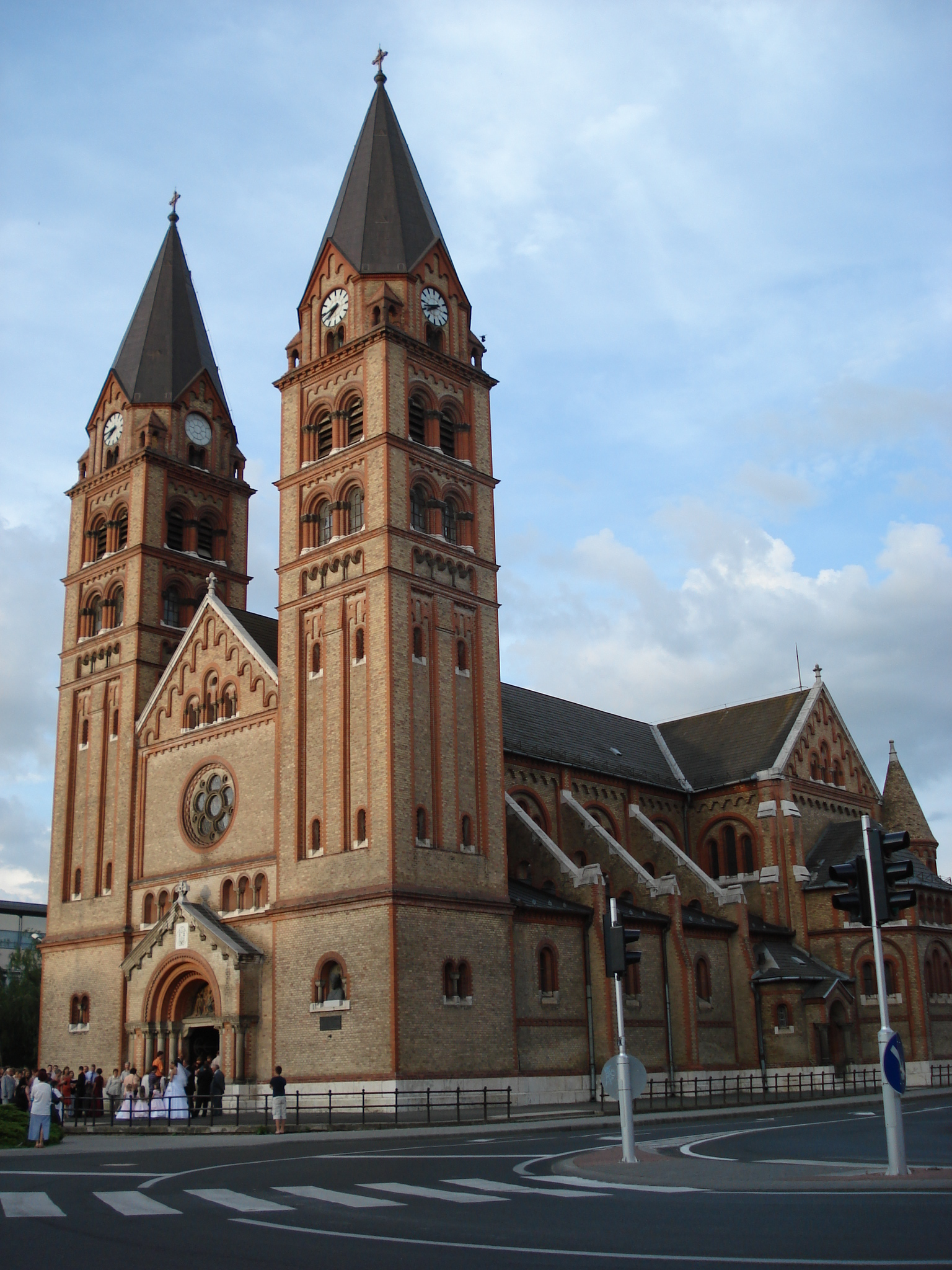
Cokathedraal van Nyiregyhaza